# Anolis binotatus
Anolis binotatus este o specie de șopârle din genul Anolis, familia Polychrotidae, descrisă de Peters 1863. Conform Catalogue of Life specia Anolis binotatus nu are subspecii cunoscute.